# Le Taureau de l'île de Crète
Pour la créature mythologique, voir Taureau crétois.
Le Taureau de l'île de Crète (The Cretan Bull) est une nouvelle policière d'Agatha Christie mettant en scène le personnage d'Hercule Poirot.
C'est la 8e affaire des douze travaux d'Hercule Poirot, ayant trait au Taureau crétois.
Initialement publiée le 24 septembre 1939 dans la revue This Week aux États-Unis, cette nouvelle a été reprise en recueil en 1947 dans The Labours of Hercules au Royaume-Uni et aux États-Unis. Elle a été publiée pour la première fois en France dans la collection Série rouge en 1948, puis dans le recueil Les Travaux d'Hercule en 1966.

## Personnages
- Hercule Poirot : détective privé.
- Diana Maberly : jeune femme, fiancée avec Hugh Chandler.
- Hugh Chandler : jeune homme (le « Taureau »), fiancé avec Diana Maberly.
- Charles Chandler : père de Hugh ; amiral à la retraite.
- George Frobisher : meilleur ami de Charles Chandler ; colonel à la retraite.

## Résumé

### Mise en place de l'intrigue
Une jeune femme, Diana Maberly, vient consulter Hercule Poirot.
Son fiancé, Hugh Chandler, vient de rompre les fiançailles et de démissionner de son emploi dans la Marine. Il a expliqué ses gestes par la crainte de devenir dément. Il y aurait déjà eu des cas de démence dans la famille Chandler et il ne veut pas prendre le risque, un jour, d'attenter à la vie de Diana ou à celle de leurs enfants. Des événements tragiques ont eu lieu ces derniers temps dans le voisinage, laissant penser que Hugh en aurait été l'auteur : ces actes signeraient la preuve de crises de folie, d'autant plus graves que Hugh n'en a aucun souvenir.

### Enquête
Hercule Poirot accepte de ce charger de l’enquête. Après avoir écouté Diana, il rencontre Charles, le père, puis George, le meilleur ami de Charles.
Il ressort de ces entretiens que Hugh est suspecté d'avoir égorgé, la nuit, des moutons dans le voisinage. Un perroquet, des chiens et des chats ont aussi été écorchés au couteau. Au petit matin, à plusieurs reprises, on a retrouvé Hugh dans son lit avec ses habits et ses draps maculés de sang d'animal. Parfois, un couteau ou un rasoir ensanglantés ont été retrouvés près de lui.
Quand Poirot interroge Hugh, ce dernier confirme les déclarations de son père et de George. Il ajoute qu'il a souvent des hallucinations, non seulement la nuit mais aussi en pleine journée. Effectivement, il pense qu’il devient fou : il ne veut pas attenter à la vie de Diana ni être interné un jour ou l'autre jusqu'à la fin de sa vie. Il évoque un éventuel suicide.

### Dénouement et révélations finales
Poirot résout l'affaire : Hugh n'est pas fou mais quelqu'un cherche à le faire passer pour fou. Ses hallucinations ont été provoquées par l'administration de datura toxique dans sa crème à raser et dans son dentifrice. Le suspect évident semble être George Frobisher : jadis il était très amoureux de la mère de Hugh et aurait empoisonné Hugh pour se venger sur le fils du refus de la jeune femme de l'épouser. Mais la vérité est plus déplaisante que cela : Hugh est en réalité le fils de George Frobisher. Charles Chandler s'en était rendu compte et avait voulu se venger sur ce fils qui n'était pas le sien de l’aventure que son épouse avait eue jadis avec George. La tare mentale des Chandler a touché Charles qui, frappé d'une psychose paranoïaque, a tenté de faire en sorte que Hugh se croit fou afin qu'il se suicide. C'est Charles qui avait mélangé la crème à raser et le dentifrice avec de la datura.
Se voyant démasqué, Charles Chandler quitte Hugh, George, Diana et Poirot. Muni de son fusil, il sort de la maison et se tire une balle dans la tête.

## Publications
Avant la publication dans un recueil, la nouvelle avait fait l'objet de publications dans des revues :
- le 24 septembre 1939, aux États-Unis, sous le titre « Midnight Madness », dans la revue This Week[1] ;
- en mai 1940, au Royaume-Uni, dans le no 593 de la revue The Strand Magazine[1] ;
- en avril 1946, aux États-Unis, sous le titre « The Labors of Hercules: The Cretan Bull » ou « The Case of the Family Taint »[2], dans le no 29 (vol. 7) de la revue Ellery Queen's Mystery Magazine[3] ;
- en avril 1946, aux États-Unis, sous le titre « The Labors of Hercules: The Cretan Bull » ou « The Case of the Family Taint »[2], dans le no 29 (vol. 7) de la revue Ellery Queen's Mystery Magazine (Overseas Edition for the Armed Forces)[4] ;
- en 1948, en France, dans le no 13 de la collection Série rouge[5] ;
- en octobre 1950, au Royaume-Uni, dans le no 10 (vol. 11) de la revue Argosy[6].

La nouvelle a ensuite fait partie de nombreux recueils, notamment :
- en 1947, au Royaume-Uni et aux États-Unis, dans The Labours of Hercules[1] (avec 11 autres nouvelles) ;
- en 1966, en France, dans Les Travaux d'Hercule (adaptation des recueils anglosaxons).

## Adaptation
L'intrigue de la nouvelle fait partiellement partie de Les Travaux d'Hercule (The Labors Of Hercule), téléfilm britannique de 2013 de la série télévisée Hercule Poirot (69e épisode, 13.04), avec David Suchet dans le rôle principal.